# Bo Warming
Bo Warming (født 17. februar 1946, død 3. november 2012) var cand.scient. i kemi, tidligere gymnasielærer, debattør og en hyppig skribent i diverse nyhedsgrupper på internettet.

## Karriere
Warmings blev cand.scient. fra Københavns Universitet i 1970 med et speciale der omhandlede programmeret undervisning og audiovisuelle hjælpemidler i kemiundervisning. Han var i 1972-1976 ansat hos Danida og FN i Zambia og Afghanistan, hvor han bl.a. var med til at bekæmpe sult samt lave en TV-serie om fysik og kemi for underskolen.[kilde mangler] Derefter var han gymnasielærer, indtil han blev førtidspensioneret. Han stod i en årrække bag en privat sæddonorformidling, som han stiftede i 1979.

## Privatliv
Bo Warming var onkel til Mikkel Warming, der indtil udgangen af 2013 var socialborgmester i København, valgt for Enhedslisten.
Bo Warming blev fundet død i sit hjem. Bo Warming ligger begravet på Assistens Kirkegård.

## Internetdebattør
Bo Warming var en kontroversiel deltager i de danske nyhedsgrupper på Usenet-delen af internettet, især dk.politik, dk.videnskab, dk.kultur.mad+drikke og dk.snak.seksualitet. Han skrev i perioder mange indlæg – somme tider over 1000 om måneden. Hans stil var præget af frie associationer, krydret med citater alle steder fra, og hvad han selv kaldte "telegramstil". Bo Warming underskrev sig tit med navn, adresse og telefonnummer og opfordrede folk til at ringe, hvis de havde spørgsmål eller kommentarer til hans indlæg. Mange deltagere i disse nyhedsgrupper betragtede Warming som en såkaldt net kook,[kilde mangler] der dog adskilte sig fra den klassiske kook ved at have et bredt interesseområde.[kilde mangler]
Han var i 1998 den første der blev dømt efter straffelovens § 266b (diskriminationsparagraffen) på grund af ytringer offentliggjort på internettet.